# Penstemon apateticus
Penstemon apateticus là một loài thực vật có hoa trong họ Mã đề. Loài này được Straw mô tả khoa học đầu tiên năm 1959.